# 田中雅彦
田中 雅彦（たなか まさひこ、1982年1月9日 - ）は、大阪府富田林市出身の元プロ野球選手（捕手・内野手、右投右打）、野球指導者。
NPBの千葉ロッテマリーンズと東京ヤクルトスワローズに所属していた。2016年限りで現役を引退した。2017年から2019年まで、ベースボール・チャレンジ・リーグ（ルートインBCリーグ）の福井ミラクルエレファンツで指導者（初年度はバッテリーコーチ、2018年より監督）を務めた。

## 経歴

### プロ入り前
PL学園では田中一徳と同期で、1年次の秋から捕手としてベンチ入りし、1998年の第70回選抜大会ではベスト4、第80回全国選手権はベスト8まで進出。地方大会では出場はなかったものの、本大会準々決勝の対横浜戦では正捕手の石橋勇一郎が負傷したため急遽出場した（PL学園対横浜延長17回の項目も参照）。甲子園初出場となったこの時は地に足がつかず、気付けば試合が終わっていたという。その経験から努力を重ねて2年次の秋以降はレギュラーとなり、1999年の選抜大会の頃には河野有道監督から配球を全て任せられるほどになった。選抜本大会はベスト4に進出し、夏の選手権大会は大阪府大会ベスト4だった。
高校卒業後は近畿大学に進み、1年春からレギュラーとなる。2000年の1年秋の関西学生野球連盟秋季リーグでは近平省悟や同期の野村宏之とバッテリーを組んで優勝し、ベストナインにも選ばれた。2年次の秋季リーグでも優勝、2002年の3年次は春季リーグで優勝してベストナインに選ばれたが、大学野球選手権は三回戦で敗退した。秋季リーグでは同志社との優勝決定戦で渡辺亮から決勝タイムリーを放って三期連続優勝を果たし、MVPとベストナインに選ばれた。4年次の2003年は春季リーグで優勝し、ベストナインに選出され、大学野球選手権は二回戦で敗退した。リーグ通算成績は91試合出場、280打数75安打、打率.268、3本塁打、34打点。
強肩などが高く評価されたことから、2003年度プロ野球ドラフト会議で、千葉ロッテマリーンズから4巡目指名を受け、契約金7,000万円、年俸1,000万円（金額は推定）という条件で入団した。背番号は「39」。

### ロッテ時代
2004年には、持ち味の俊足と打力を生かす目的で、イースタン・リーグの公式戦に二塁手や三塁手としても出場。最初に出場した試合でも三塁の守備に就いたが、一軍公式戦での出場機会がなかった。
2005年には、イースタン・リーグ公式戦で打率.280、10盗塁をマーク。2006年にも打率.254、11盗塁を記録したが、いずれも一軍昇格には至らなかった。
2007年には、イースタン・リーグ公式戦で好成績を残すと、5月27日の対阪神タイガース戦（阪神甲子園球場）9回表に代打で一軍公式戦にデビュー。6月14日の対広島東洋カープ戦（千葉マリンスタジアム）では、途中からの出場で一軍初安打を放つと、チームの勝利によってヒーローインタビューを初めて経験した。6月30日の対福岡ソフトバンクホークス11回戦（福岡Yahoo! JAPANドーム）では、当時のレギュラー内野手・西岡剛に代わって、「1番・三塁手」として一軍公式戦初のスタメンに起用。しかし、前述の初安打以降に安打を放てなかったため、一軍公式戦全体では打率.063でシーズンを終了した。イースタン・リーグでは、二塁手として21試合、三塁手として8試合、捕手として11試合、遊撃手として11試合に出場。しかし、三塁手として出場した8試合で3失策を記録したため、全ポジションでの通算守備率は.792にとどまった。
2008年には、オープン戦での好調を買われて、自身初の開幕一軍入りを果たした。当時のロッテの捕手陣は、相手が左投手の時は里崎智也、右投手の時は橋本将という田中より打撃力のある二人を併用していたため、田中が故障で離脱した中盤戦を除いて3番手捕手として一軍に帯同。(田中も十分捕手としては打撃力はあるが)

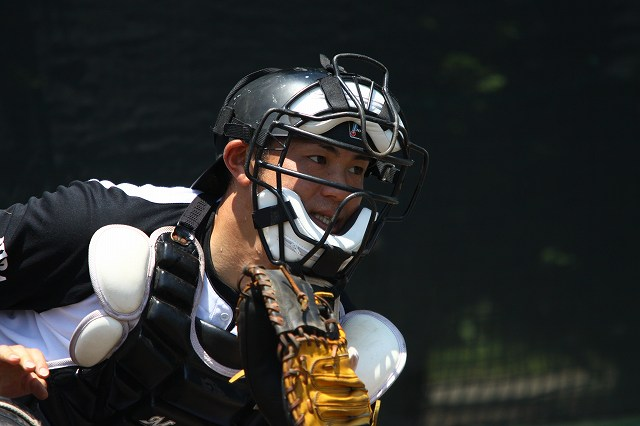
ロッテ時代（2011年）

捕手としてだけではなく、二塁・三塁の守備要員や、代走としても出場した。打撃面では、前半戦こそ不調だったが、北京五輪期間中には西岡が離脱したため、根元俊一との併用で1番打者を任されるほどの成長を見せた。
2009年には、5月に一軍へ昇格すると、シーズン終了まで一軍へ帯同。前年に続いて、内野の守備要員、三番手捕手、右の代打、代走と多岐にわたって起用されながら、チーム3位の6盗塁を記録した。6月11日の対広島東洋カープ戦（千葉マリンスタジアム）6回裏には、「1番・遊撃手」としてスタメンに起用された早坂圭介の代打として犠飛を放ったことによって、チームが1イニング14得点（NPB一軍公式戦での新記録）を樹立。8月4日の対福岡ソフトバンクホークス戦（福岡Yahoo! JAPANドーム）では、故障の正三塁手・今江敏晃に代わって｢1番・三塁手｣としてスタメンに起用されると、3回表1死1塁で迎えた打席で一軍初本塁打を放った。
2010年には、イースタン・リーグ公式戦で正捕手の座を確保。その一方で、一時は二塁を守った。一軍では、公式戦への出場機会を減らしたものの、3番手捕手や代走として起用された。
2011年には、一軍公式戦で主に捕手として起用。正捕手・里崎の故障を背景に、22試合でスタメンマスクを任された。
2012年には、一軍公式戦で自己最多の50試合に出場。二番手捕手としても、34試合でマスクを被った。

### ヤクルト時代

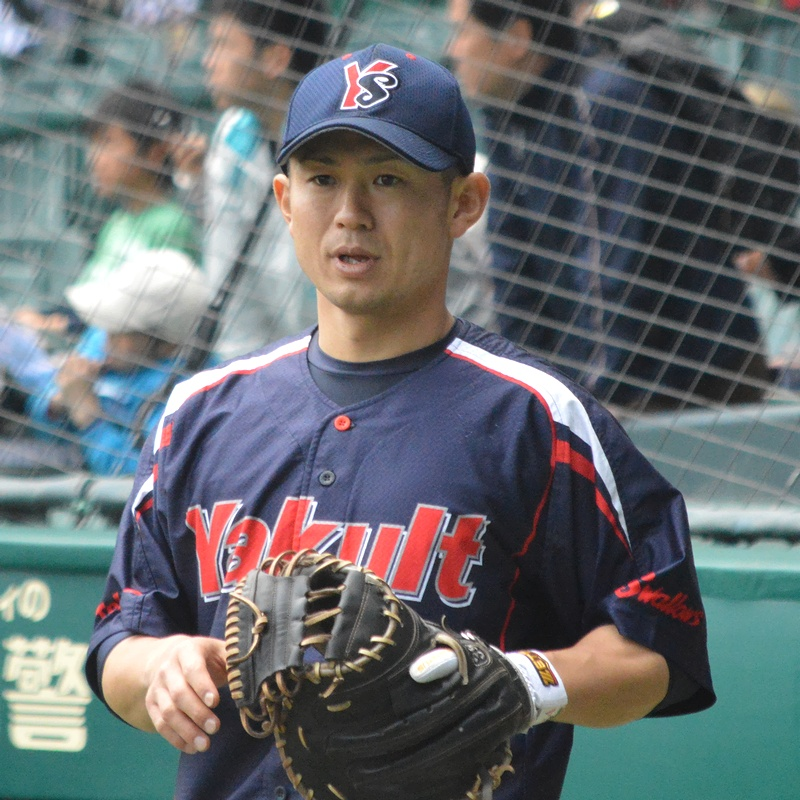
ヤクルト時代（2013年）

2013年3月25日に、川本良平との交換トレードで東京ヤクルトスワローズへの移籍が発表された。背番号は「28」。移籍後は、正捕手・相川亮二の故障を背景に、捕手としてのスタメン出場が多かった。5月12日に松山中央公園野球場（坊っちゃんスタジアム）での阪神タイガース戦で、捕手として外野からの返球を待っている間に、三塁から走り込んだマット・マートンのタックルを受けて交代。後に左鎖骨の骨折が判明したため、出場選手登録を抹消された。この負傷が2016年の「コリジョンルール」導入のきっかけとなった 他、田中に「次やったら、俺がやり返してやるから」と約束していたチームメイトの相川亮二が、9月14日に自身がマートンのタックルを受け乱闘事件を起こしている。
2014年には、一軍公式戦への出場機会がなかった。チームに故障者が続出した影響で、イースタン・リーグ公式戦では、ロッテ時代の2011年以来となる二塁・三塁守備を経験した。
2015年には、6月30日に一軍へ昇格すると、シーズン最終盤まで二番手捕手として一軍に帯同。しかし、一軍の捕手陣が正捕手・中村悠平との2名体制を取っていたことから、一軍公式戦への出場試合数は6試合に終わった。
2016年には、一軍公式戦への出場機会がなかった。10月1日に球団から戦力外通告を受けた ことを機に、現役を引退。12月2日付で、NPBから自由契約選手として公示。

### 現役引退後
NPBの球団へ指導者として復帰することを視野に、2017年から、BCリーグ・福井ミラクルエレファンツのバッテリーコーチを務める。2017年12月15日、北村照文の後任として監督への就任が内定したと発表された。
監督初年度となる2018年は、前期に3年ぶりの半期優勝を達成、後期は2位だったものの、地区チャンピオンシップには勝利し、チームとして3年ぶりにリーグチャンピオンシップに進出した。リーグチャンピオンシップは初戦に勝利（チームとして初）したがその後3連敗を喫して、「悲願」のリーグ優勝には届かなかった。2019年は前期5位、後期4位の成績に終わる。シーズン終了後の10月30日に、今シーズン限りでの退任が発表された。
2020年は古巣のロッテに戻り、千葉県内の子供に野球を教える「マリーンズ・ベースボールアカデミー」のコーチを務める。
2022年にはJFE東日本のコーチに就任。
2023年から東北楽天ゴールデンイーグルスの二軍バッテリーコーチを務める。二軍監督・三木肇の体調不良の際には二軍監督代行を務める。2025年からは一軍バッテリーコーチに配置転換された。

## 選手としての特徴・人物
ロッテ時代の2009年頃までのイースタン・リーグ公式戦には、捕手として毎年10試合以上出場したものの、内野手として起用されることが多かった。
ロッテで初めて一軍に昇格した2007年から2009年までは、かつて捕手として在籍していた定詰雅彦の応援歌であった「ギンギラギンにさりげなく」を、自身の応援歌に使用。当初はオリジナルの歌詞を付けていたが、後に定詰の応援歌の歌詞を流用した。なお、2010年からは、応援歌をムラマサ☆の「サクラ舞い散る夜は」に変更した。

## 詳細情報

### 年度別打撃成績
| 年 度    | 球 団    | 試 合 | 打 席 | 打 数 | 得 点 | 安 打 | 二 塁 打 | 三 塁 打 | 本 塁 打 | 塁 打 | 打 点 | 盗 塁 | 盗 塁 死 | 犠 打 | 犠 飛 | 四 球 | 敬 遠 | 死 球 | 三 振 | 併 殺 打 | 打 率 | 出 塁 率 | 長 打 率 | O P S |
| -------- | -------- | ----- | ----- | ----- | ----- | ----- | -------- | -------- | -------- | ----- | ----- | ----- | -------- | ----- | ----- | ----- | ----- | ----- | ----- | -------- | ----- | -------- | -------- | ----- |
| 2007     | ロッテ   | 14    | 19    | 16    | 4     | 1     | 0        | 0        | 0        | 1     | 1     | 0     | 0        | 2     | 0     | 1     | 0     | 0     | 5     | 0        | .063  | .118     | .063     | .180  |
| 2008     | ロッテ   | 45    | 73    | 66    | 8     | 17    | 2        | 0        | 0        | 19    | 5     | 2     | 0        | 2     | 0     | 5     | 0     | 0     | 13    | 0        | .258  | .310     | .288     | .598  |
| 2009     | ロッテ   | 41    | 75    | 64    | 13    | 17    | 3        | 0        | 1        | 23    | 8     | 6     | 1        | 4     | 2     | 5     | 0     | 0     | 17    | 1        | .266  | .310     | .359     | .669  |
| 2010     | ロッテ   | 11    | 6     | 6     | 3     | 0     | 0        | 0        | 0        | 0     | 0     | 0     | 0        | 0     | 0     | 0     | 0     | 0     | 4     | 1        | .000  | .000     | .000     | .000  |
| 2011     | ロッテ   | 30    | 72    | 67    | 5     | 14    | 4        | 0        | 0        | 18    | 2     | 0     | 0        | 2     | 0     | 3     | 0     | 0     | 16    | 1        | .209  | .243     | .269     | .512  |
| 2012     | ロッテ   | 50    | 95    | 83    | 10    | 17    | 2        | 0        | 0        | 19    | 8     | 1     | 0        | 4     | 0     | 7     | 1     | 1     | 17    | 2        | .205  | .275     | .229     | .504  |
| 2013     | ヤクルト | 23    | 48    | 41    | 6     | 10    | 1        | 0        | 0        | 11    | 0     | 0     | 0        | 2     | 0     | 5     | 0     | 0     | 14    | 0        | .244  | .326     | .268     | .594  |
| 2015     | ヤクルト | 6     | 4     | 4     | 0     | 0     | 0        | 0        | 0        | 0     | 0     | 0     | 0        | 0     | 0     | 0     | 0     | 0     | 1     | 0        | .000  | .000     | .000     | .000  |
| NPB：8年 | NPB：8年 | 220   | 392   | 347   | 49    | 76    | 12       | 0        | 1        | 91    | 24    | 9     | 1        | 16    | 2     | 26    | 1     | 1     | 87    | 5        | .219  | .274     | .262     | .538  |

### 年度別守備成績
| 年 度 | 捕手  | 捕手  | 捕手  | 捕手  | 捕手  | 捕手     | 捕手  | 捕手     | 捕手     | 捕手     | 捕手     | 二塁  | 二塁  | 二塁  | 二塁  | 二塁  | 二塁     | 三塁  | 三塁  | 三塁  | 三塁  | 三塁  | 三塁     | 一塁  | 一塁  | 一塁  | 一塁  | 一塁  | 一塁     |
| 年 度 | 試 合 | 刺 殺 | 補 殺 | 失 策 | 併 殺 | 守 備 率 | 捕 逸 | 企 図 数 | 許 盗 塁 | 盗 塁 刺 | 阻 止 率 | 試 合 | 刺 殺 | 補 殺 | 失 策 | 併 殺 | 守 備 率 | 試 合 | 刺 殺 | 補 殺 | 失 策 | 併 殺 | 守 備 率 | 試 合 | 刺 殺 | 補 殺 | 失 策 | 併 殺 | 守 備 率 |
| ----- | ----- | ----- | ----- | ----- | ----- | -------- | ----- | -------- | -------- | -------- | -------- | ----- | ----- | ----- | ----- | ----- | -------- | ----- | ----- | ----- | ----- | ----- | -------- | ----- | ----- | ----- | ----- | ----- | -------- |
| 2008  | 10    | 22    | 5     | 0     | 0     | 1.000    | 2     | 2        | 1        | 1        | .500     | 24    | 30    | 52    | 2     | 8     | .976     | 4     | 0     | 0     | 0     | 0     | .000     | -     | -     | -     | -     | -     | -        |
| 2009  | 2     | 6     | 1     | 0     | 0     | 1.000    | 0     | 1        | 1        | 0        | .000     | 7     | 11    | 22    | 0     | 4     | 1.000    | 12    | 8     | 21    | 1     | 2     | .967     | -     | -     | -     | -     | -     | -        |
| 2010  | 6     | 6     | 0     | 0     | 0     | 1.000    | 0     | 0        | 0        | 0        | .000     | -     | -     | -     | -     | -     | -        | -     | -     | -     | -     | -     | -        | -     | -     | -     | -     | -     | -        |
| 2011  | 28    | 131   | 19    | 1     | 3     | .933     | 3     | 23       | 15       | 8        | .348     | -     | -     | -     | -     | -     | -        | -     | -     | -     | -     | -     | -        | -     | -     | -     | -     | -     | -        |
| 2012  | 34    | 108   | 17    | 1     | 0     | .994     | 2     | 20       | 12       | 8        | .400     | -     | -     | -     | -     | -     | -        | -     | -     | -     | -     | -     | -        | -     | -     | -     | -     | -     | -        |
| 2013  | 17    | 74    | 6     | 0     | 1     | 1.000    | 2     | 8        | 7        | 1        | .125     | -     | -     | -     | -     | -     | -        | -     | -     | -     | -     | -     | -        | 1     | 1     | 0     | 0     | 0     | 1.000    |
| 2015  | 6     | 12    | 1     | 0     | 0     | 1.000    | 0     | 0        | 0        | 0        | ----     | -     | -     | -     | -     | -     | -        | -     | -     | -     | -     | -     | -        | -     | -     | -     | -     | -     | -        |
| 通算  | 103   | 359   | 49    | 2     | 4     | .995     | 9     | 54       | 36       | 18       | .333     | 31    | 41    | 74    | 2     | 12    | .983     | 16    | 8     | 21    | 1     | 2     | .967     | 1     | 1     | 0     | 0     | 0     | 1.000    |

### 記録
- 初出場：2007年5月27日、対阪神タイガース1回戦（阪神甲子園球場）、9回表に川崎雄介の代打として出場
- 初打席：同上、9回表に能見篤史から右飛
- 初安打：2007年6月14日、対広島東洋カープ4回戦（千葉マリンスタジアム）、8回裏にビクトル・マルテから右前安打
- 初先発出場：2007年6月30日、対福岡ソフトバンクホークス11回戦（福岡Yahoo! JAPANドーム）、1番・三塁手として先発出場
- 初打点：同上、2回表にリック・ガトームソンから投前スクイズ
- 初盗塁：2008年8月28日、対北海道日本ハムファイターズ22回戦（千葉マリンスタジアム）、1回裏に二盗（投手：藤井秀悟、捕手：鶴岡慎也）
- 初本塁打：2009年8月4日、対福岡ソフトバンクホークス13回戦（福岡Yahoo! JAPANドーム）、3回表に大隣憲司から左越2ラン

### 背番号
- 39（2004年 - 2012年）
- 28（2013年 - 2019年）
- 96（2023年 - ）

### 登場曲
- 「Sugar」- Flo Rida feat. Wynter
- 「Gettin' Over You (feat. Fergie ＆ LMFAO)」- David Guetta & Chris Willis